# بخش مین
بخش مین (به فرانسوی: Arrondissement de Mayenne) یک بخش در فرانسه است که در ماین واقع شده‌است.